# 共和ファシスト党
共和ファシスト党（イタリア語: Partito Fascista Repubblicano、英語: Republican Fascist Party、PFR）は、かつて存在したイタリア社会共和国の政党。
解散された旧国家ファシスト党(PNF)の後継団体として設立され、共和制によるファシズムの完成を目指した。

## 概要
ナチス・ドイツの支援の下、分離講和というイタリア民族の不名誉を禊ぐ為の継戦運動を主導して、イタリア社会共和国（RSI）を樹立して連合軍に抵抗した。RSI軍の正規軍（共和国国防軍）はドイツ国防軍の訓練を終える1945年まで南ドイツに駐留していた為、RSI軍の多くは国防義勇軍（黒シャツ隊）を再編した共和国防衛軍や義勇軍である黒色旅団といったPFRの準軍事組織が担当した。政策面では王党派や資本家への配慮が不要となった事からより修正マルクス主義的・社会主義的なアプローチを展開して、大企業の完全国営化などを実施した。
1945年4月25日、指導者ベニート・ムッソリーニの死と共に解散され、戦後のイタリア共和国（イタリア第一共和制）では「民主主義の脅威」として国家ファシスト党と並んで再結党が禁止されている。一方で事実上の後継団体としてイタリア社会運動（MSI）が設立され、タンジェントポリ後のイタリア第二共和制下で右派政党「イタリア国民同盟」（AN）として連立政権を樹立している。

## 党大会
- 第一回党大会：ヴェローナ（1943年11月14日-11月15日）
  - イタリア社会共和国の憲法草案としてヴェローナ憲章（英語版）が採択された。